# Boks na Igrzyskach Dobrej Woli 2001
5. edycja Igrzysk Frankofońskich. Zawodnicy w kategorii boks startowali w 12. kategoriach wagowych. Zawody odbyły się w dniach: 6-9 września 2001 r., w Brisbane. Okazało się, że były to ostatnie w historii Igrzyska Dobrej Woli, gdyż planowane następne na 2005 r. zostały odwołane. W odróżnieniu do poprzednich edycji na podium mogło być tylko 3. finalistów, co oznaczało, że walkę o brązowy medal będą toczyć ze sobą zawodnicy, którzy przegrali swoje walki półfinałowe.

## Medaliści
| Kategoria wagowa               | Złoto                   | Srebro             | Brąz                |
| Waga papierowa (-48 kg)        | Ron Siler               | Siergiej Kazakow   | Yuriorkis Gamboa    |
| Waga musza (-51 kg)            | Osvaldo Liranza         | Gieorgij Bałakszyn | Giennadij Ozarinski |
| Waga kogucia (-54 kg)          | Guillermo Rigondeaux    | Serhij Danilczenko | Afanasi Poskaczin   |
| Waga piórkowa (-57 kg)         | Rencise Perez           | Majid Jelili       | Siergiej Pulkiewicz |
| Waga lekka (-60 kg)            | Mario Kindelán          | Aleksiej Stepanow  | Wołodymyr Kołesnyk  |
| Waga lekkopółśrednia (-63,5kg) | Estenio Gutiérrez       | Aydin Gasanov      | Jurij Zołotow       |
| Waga półśrednia (-67 kg)       | Yudel Johnson           | Anthony Thompson   | Daniel Geale        |
| Waga junior średnia (-71 kg)   | Damián Austin           | Marian Simion      | Andriej Bałanow     |
| Waga średnia (-75 kg)          | Gajdarbiek Gajdarbiekow | Paul Miller        | Uktirbek Haydarov   |
| Waga półciężka (-81 kg)        | Yohanson Martínez       | Claudio Rîșco      | Michaił Gala        |
| Waga ciężka (-91 kg)           | Odlanier Solís          | Jewgienij Archipow | Andreas Gustavsson  |
| Waga super ciężka (+91 kg)     | Aleksandr Powietkin     | Rustam Saidov      | Pedro Carrión       |